# Chrysomus
Chrysomus is een geslacht van zangvogels uit de familie troepialen (Icteridae).

## Soorten
Het geslacht kent de volgende soort:
- Chrysomus icterocephalus – Geelkaptroepiaal
- Chrysomus ruficapillus – Bruinkaptroepiaal